# Cornutorogas sumatrensis
Cornutorogas sumatrensis är en stekelart som beskrevs av Van Achterberg 2004. Cornutorogas sumatrensis ingår i släktet Cornutorogas och familjen bracksteklar. Inga underarter finns listade i Catalogue of Life.